# Kíli (Paphos)
Pour les articles homonymes, voir Kíli.
Kíli (grec moderne : Κοίλη) est un village de Chypre de plus de 466 habitants situé dans le district de Paphos.